# Pietro Novelli

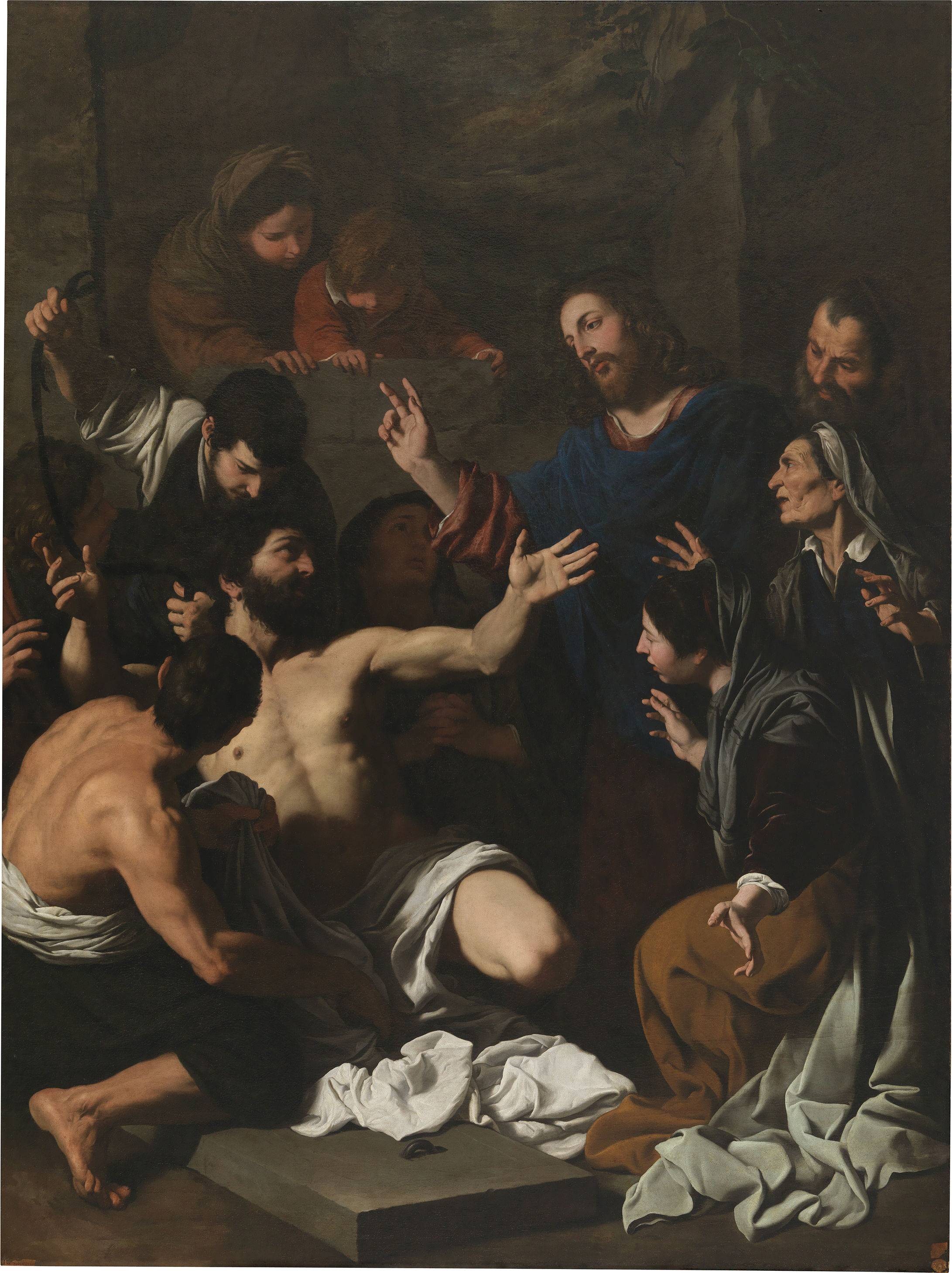
La resurrección de Lázaro, óleo sobre lienzo, 239 x 178 cm, Madrid, Museo del Prado.

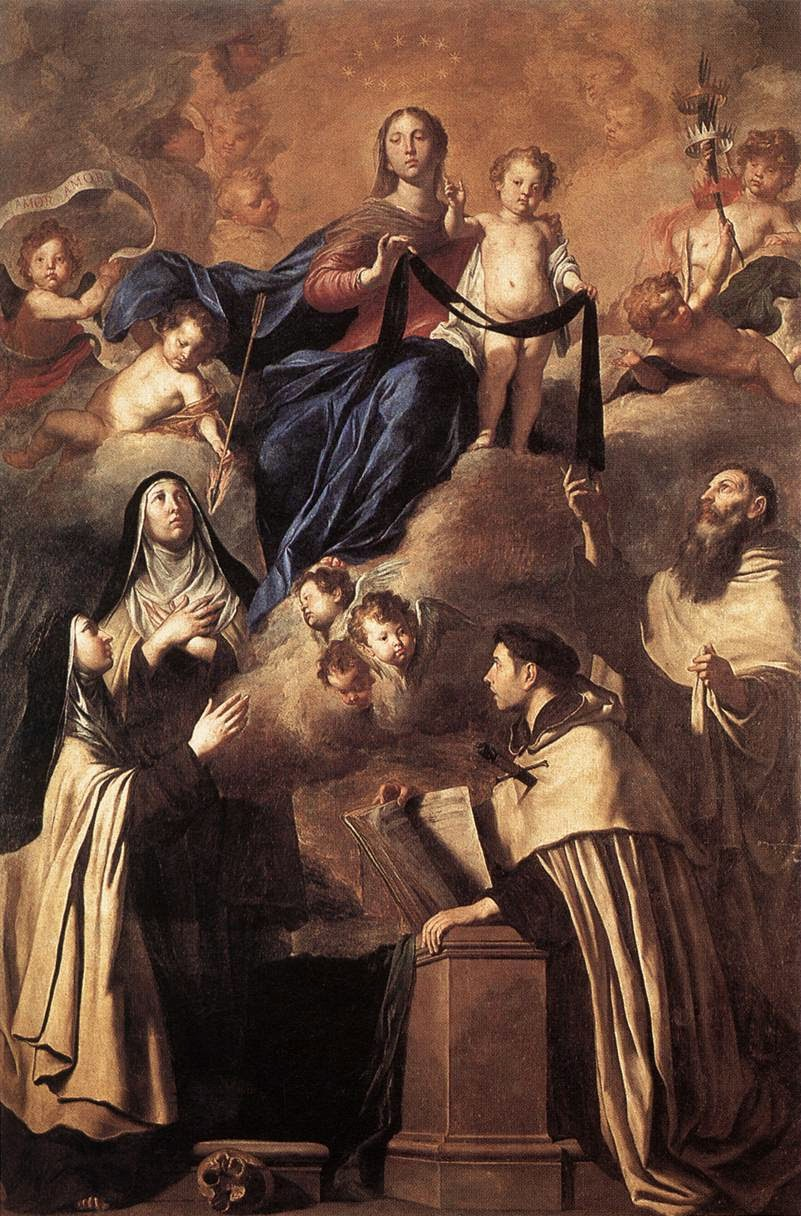
Nuestra Señora del Carmen y santos (Simón Stock, Ángel de Sicilia, María Magdalena de Pazzi y Teresa de Ávila), 1641, Museo Diocesano, Palermo.

Pietro Novelli, llamado il Monrealese (Monreale, 2 de marzo de 1603 – Palermo, 27 de agosto de 1647), fue un arquitecto y pintor barroco italiano. 

## Biografía
Hijo de un pintor y musivario, comenzó su formación artística en el taller paterno en Monreale, completándolo probablemente en Palermo en contacto con Carlo Maria Ventimiglia, matemático y maestro de ciencias de familia noble, quien pudo inculcarle el interés por la geometría y la arquitectura. En el tránsito del manierismo al barroco, Novelli estudiará y será influido tempranamente por la Adoración de los pastores de Caravaggio y las pinturas de escuela genovesa presentes en Palermo, pero pudo además conocer la pintura flamenca de Anton van Dyck que pasó por la capital siciliana en 1624.
Tras algunos años de trabajo en Palermo, hacia 1625 viajó a Roma y en 1630 a Nápoles donde pudo conocer y estudiar a los más caracterizados pintores renacentistas junto con las obras de algunos de sus contemporáneos, mostrándose receptivo particularmente al naturalismo de José de Ribera y otros pintores napolitanos, que iba a incorporar adaptándolo a su propio estilo refinado. 
En sus años de madurez trabajó al fresco y al óleo para numerosas iglesias de Palermo y otras localidades de la isla, entre ellas la  catedral de San Demetrio Megalomártir y la iglesia de la Anunciación de Piana degli Albanesi, pero también para las familias nobles de la isla y para el propio virrey Juan Alfonso Enríquez de Cabrera, almirante de Castilla y conocido coleccionista, que en 1643 nombró al pintor ingeniero de la real corte, al tiempo que el Senado de Palermo le nombraba arquitecto del reino, actividades estas de las que únicamente queda el testimonio de algunos dibujos. Murió en agosto de 1647 en Palermo a consecuencia de los tumultos que se desencadenaron en la isla contra el virrey español Pedro Fajardo y Pimentel.
Su trabajo para los virreyes de España puede explicar la temprana presencia de algunas de sus obras en la península ibérica donde, sin embargo, han estado mal identificadas, confundidas con las obras de otros pintores, como ha sucedido con el óleo que representa a Lot saliendo de Sodoma del Monasterio de El Escorial, que en 1700 figuraba atribuido a José de Ribera, en 1773 Antonio Ponz se lo asignó al «Caballero Máximo» (Stanzione), en 1811 volvió a ser atribuido a Ribera, y desde entonces hasta principios del siglo XX a Andrea Vaccaro; o con la Resurrección del Señor del Museo del Prado, procedente de la colección real, que estuvo atribuida hasta 1933 a Andrea Vaccaro, como lo estuvo la Santa Águeda confortada en prisión por san Pedro de la Real Academia de Bellas Artes de San Fernando, o bien catalogadas como anónimos napolitanos, como aconteció con La resurrección de Lázaro del museo del Prado, procedente en este caso del Museo de la Trinidad en el que ingresó desde el convento de San Juan de la Cruz de Segovia.